# 妖獸都市
《妖獸都市》（原題：妖獣都市），原為日本作家菊地秀行所著的小說作品，是現代魔幻冒險故事，也是他所執筆的「黑暗護衛」系列首部作品。
後來由川尻善昭執導，於1987年製作為動畫電影，並曾於香港與台灣上映。
1992年，徐克取得改編權，編劇和監製了同名的真人電影，由麥大傑導演，黎明、張學友、李嘉欣、張耀揚、李若彤、袁和平、仲代達矢、葉山麗子、碧莉莎等主演。
2006年，德国《综艺》杂志表示有兴趣制作《怪兽城》的真人版，但该项目并未取得进展。